# 小山秀綱
小山秀綱（1529年—1603年8月3日），日本戰國時代至江戶時期前期的武將、戰國大名。小山氏第18代當主。父親是小山高朝。

## 生平
在享祿2年（1529年）出生，家中長男。永祿3年（1560年），繼任家督。這段時期，關東地方正於擁立足利藤氏（古河公方足利晴氏的嫡男）兼繼承上杉憲政的關東管領的上杉謙信和擁立足利義氏（藤氏的異母弟。生母是北條氏康的異母妹）的北條氏康兩大勢力的爭戰中。永祿4年（1561年），參加上杉謙信攻撃後北條氏的小田原城的戰事。永祿6年（1563年），成為北條氏的內應。翌年（1564年），居城祇園城被謙信攻擊，於是降伏。永祿8年（1565年），再度與北條氏連結等。
天正3年（1575年），居城祇園城被北條氏照攻擊，不過堅守城池而令其久攻不下。此時，在從北條氏離反的弟弟結城晴朝和鄰近大名宇都宮廣綱、佐竹義重的協力下，建議與北條氏政建立和議，不過拒絕。翌年（1576年），居城祇園城再被攻打，於是放棄城池，與嫡子伊勢千代丸（後來的政種）一同投靠佐竹義重。此後，祇園城成為北條氏的直轄領地，並變成攻略北關東的據點。
此後，雖然在佐竹義重的協力下，嘗試奪回祇園城。天正9年（1581年），嫡子政種戰死。
天正10年（1582年）5月18日，因為織田信長的惣無事令，在信長的家臣瀧川一益的仲介下，令北條氏照歸還祇園城。不過，這次和睦的條件之一是歸屬於北條氏，因為北條氏的家臣留在小山等，失去以前的權力。
天正18年（1590年），在豐臣秀吉發動的小田原征伐中，被迫以北條軍的身份參戰，被秀吉改易。舊領地被賜予弟弟晴朝。於是投靠晴朝，而庶長子秀廣則被迎為結城氏的重臣。在關原之戰後，秀廣病死。在結城氏被移封至越前國時，並無跟隨，於隱退後不久病死。因此，戰國大名小山氏滅亡（家督由秀廣的兒子秀恒繼承）。

## 人物
- 初名氏朝是取父親高朝的偏諱（「朝」字），後來改名為氏秀。而這兩個名諱的「氏」字則被認為是根據過往的慣例，從古河公方足利氏所賜的偏諱。後來再改名為秀綱。

- 為了小山氏（日语：小山氏）的存續，數度在上杉氏、後北條氏之間轉變陣營。因此，數度與弟弟結城晴朝相爭。

## 外部連結
- 武家家伝＿小山氏 （页面存档备份，存于）